# Alessandra Basso
Alessandra Basso (ur. 14 marca 1967 w Treviso) – włoska polityk i prawniczka, posłanka do Parlamentu Europejskiego IX kadencji.

## Życiorys
W 1986 ukończyła szkołę średnią w rodzinnej miejscowości, a w 1992 studia prawnicze na Uniwersytecie Bolońskim. Podjęła praktykę w zawodzie adwokata. Zajęła się również działalnością na rzecz ochrony konsumentów, m.in. w ramach współpracy z organizacją Associazione Consumatori Utenti. Członkini Ligi Północnej. W wyborach w 2019 z listy tego ugrupowania uzyskała mandat deputowanej do Parlamentu Europejskiego IX kadencji.